# Willy Burkhard
Pour les articles homonymes, voir Burkhard.
Willy Burkhard, né le 17 avril 1900 à Evilard, dans le canton de Berne et mort le 18 juin 1955 à Zurich, est un compositeur suisse.

## Biographie
Willy Burkhard est le fils de Wilhelm Burkhard, graveur, et de Marie-Louise Schmalz. Il obtient son diplôme à l'école normale du Muristalden à Berne, où il reçoit les leçons de l'organiste Ernst Graf. Il fait des études de piano à Leipzig, avec Robert Teichmüller et de composition avec Sigfrid Karg-Elert (1921). Il poursuit ses études de musique à Munich pour étudier avec Walter Courvoisier (1922–1923) et plus tard à Paris pour travailler avec Max d'Ollone (1923–1924).
Il enseigne la composition et le piano à Berne en 1924, puis est nommé au conservatoire de cette ville en 1928. Il y dirige plusieurs chorales et petits orchestres. En 1933, pour des raisons de santé, il est contraint de faire des séjours à Montana et à Davos. Il s'installe à Zurich en 1942 et y enseigne la composition et la théorie musicale au conservatoire jusqu'à son décès. Il a notamment enseigné la compositions aux chefs d'orchestre et compositeurs Meinrad Schütter, Armin Schibler, Paul-André Gaillard, Klaus Huber, Rudolf Kelterborn, et au flûtiste Aurèle Nicolet.

## Œuvre
Sa musique de style néo-classique « est d'une structure polyphonique solide ; son langage linéaire austère est tempéré par un sens aigu du contrepoint modal ».
Il laisse un opéra (« L'Araignée noire », 1948, rev. 1954). C'est une contribution importante, mais peu connue au théâtre musical expérimental du XXe siècle, combinant chant, parties parlées et danse. Mais laisse également de la musique vocale : cantates (parmi lesquelles Die Sintflut, op. 97 — « le dernier un chef-d'œuvre de pleine maturité »), oratorios (dont Das Gesicht Jesajas op. 41), messes (op. 85). Les pages citées étant « trois œuvres présentant la spiritualité de Burkhard de la manière la plus puissante et la plus impressionnante ». Il compose également de la musique pour orchestre, dont plusieurs concertos (violon, alto, deux flûtes, orgue), de la musique de chambre et une sonate pour piano.

## Hommages et distinctions
- 1950 : prix du Schweizerischer Tonkünstlerverein ou de l'Association suisse des musiciens.
- Klaus Huber a composé une pièce pour orgue en son honneur, radiodiffusée le 1er janvier 1956 par Radio Zürich[5]

## Discographie
- Das Gesicht Jesajas op. 41 - Ute Frühhaber, soprano ; Thomas Dewald, ténor ; Peter Lika, basse ; Berend Bergner, orgue ; dir. Volker Hempfling (1992, Mottete) (OCLC 808216212)
- Die Sintflut, op. 97 - Basler Madrigalisten, dir. Fritz Näf (juin 1995, Ars Musici) (OCLC 36043847)
- Quatuor à cordes, op. 68 ; Lyrische Musik op. 88 « in memoriam Georg Trakl » ; Trio à cordes, op. 13 ; Divertimento, op. 95 - Quatuor Aria ; Philippe Racine, flûte ; Jürg Wyttenbach, piano (1998-1999, Novalis) (OCLC 610652930)
- Geistliche Musik, Kleine Kantorei der Evangelischen Singgemeinde Bern-Zürich, chœur, dir. Johannes Günther (2006, Musiques Suisses)
- Das Orgelwerk, Christoph Wartenweiler, orgue (2002, Musiques Suisses)